# Thuấn
Đế Thuấn (chữ Hán: 帝舜), cũng gọi Ngu Thuấn (虞舜), là một vị vua huyền thoại thời Trung Quốc cổ đại, nằm trong Ngũ Đế. Ông được Đế Nghiêu nhượng vị trở thành vua Trung Hoa, được khắc họa qua sự tích Thiện nhượng (禪讓) đầu tiên trong lịch sử. Cùng với các Đế Nghiêu và Đại Vũ, Đế Thuấn được Nho giáo coi là một trong những vị Quân vương kiểu mẫu, và là những tấm gương đạo đức trong văn hóa Trung Hoa.
Đạo giáo trung nhận Thuấn là Địa Quan Đại Đế (地官大帝), Đế Nghiêu là Thiên Quan Đại Đế (天官大帝), còn Hạ Vũ là Thủy Quan Đại Đế (水官大帝). Ngày sinh của Địa Quan là tiết Trung Nguyên.

## Sinh thời

### Phò tá Đế Nghiêu
Nguyên tên Đế Thuấn là Trọng Hoa (重華), người bộ lạc Hữu Ngu (有虞). Do ông được sinh ra ở Diêu Khư (姚墟), nên về sau lấy Diêu (姚) làm họ. Theo truyền thuyết, mẹ ông Ốc Đăng (握登) là người rất hiền đức mất sớm, cha là Cổ Tẩu (瞽叟) lấy vợ khác và sinh ra Tượng và một cô con gái khác. Dù bị mẹ con Tượng và cả Cổ Tẩu đối xử không tốt, Thuấn vẫn một mực hiếu thuận, giữ đúng đạo làm con.
Danh tiếng Trọng Hoa được người trong bộ lạc nể phục nên khi trưởng thành, ông được bầu làm thủ lĩnh bộ lạc. Ông đem bộ lạc quy phục Đế Nghiêu và được Đế Nghiêu gả cho hai người con gái là Nga Hoàng và Nữ Anh, đồng thời tặng cho lương thực và rất nhiều bò dê gia súc. Bộ lạc Hữu Ngu dưới sự lãnh đạo của ông ngày càng hùng mạnh, trở thành một trong những trụ cột chính trong liên minh các bộ lạc dưới quyền quân chủ của Đế Nghiêu.
Trong thời kì phục vụ Đế Nghiêu, Thuấn rất được tin cẩn và được Tứ nhạc (四岳) tiến cử. Ấn tượng bởi tài năng của Thuấn, Đế Nghiêu quyết định truyền ngôi lại cho Thuấn bất chấp lời can ngăn, vì Nghiêu có một người con trai đã đến tuổi trưởng thành là Đan Chu.

### Được Nghiêu truyền ngôi
Khi Đế Nghiêu già yếu, Thuấn được Đế Nghiêu nhường ngôi vị quân chủ của liên minh các bộ lạc. Ông đặt thủ đô của liên minh tại Bồ Phản (蒲阪), Sơn Tây hiện nay). Từ đó, ông thường được gọi là Đại Thuấn (大舜) hay Ngu Thuấn (虞舜).
Việc Đế Nghiêu chọn Thuấn nhường ngôi chứ không nhường ngôi cho con mình là Đan Chu thường được sử sách đời sau coi là tấm gương mẫu mực của việc chọn người tài đức chứ không vì lợi ích riêng tư của dòng họ. Tuy nhiên có ý kiến căn cứ vào Trúc thư kỉ niên, cuốn biên niên sử nước Ngụy thời Chiến Quốc cho rằng: "Thuấn giam Nghiêu ở Bình Dương rồi cướp lấy ngôi vua. Thuấn giam Nghiêu và không cho Đan Chu gặp cha".
Sau khi lên ngôi, Thuấn làm lễ tế cảm tạ Thượng đế và các vị thần núi. Ông dùng nhiều thời gian để đi vi hành khắp các ngọn núi thiêng trong thiên hạ để làm lễ khấn vái trời đất. Sau đó, ông chia lãnh thổ ra làm 12 vùng, dựa theo 12 ngọn đồi và lưu vực sông để xây dựng đền thờ một cách quy mô.

### Truyền ngôi cho Đại Vũ
Thời cổ đại, trị thủy để ổn định cuộc sống, phát triển việc cày cấy là việc cấp bách hàng đầu. Theo sử sách, Thuấn sai Cổn làm việc trị thủy. Cổn trị thủy không thành công nên bị Thuấn xử tội chết. Thuấn lại dùng con Cổn là Vũ trị thủy. Sau nhiều năm, Vũ trị thủy thành công, vì thế được Thuấn rất tin cẩn Vũ.
Về sau, Thuấn quyết định truyền ngôi cho Vũ thay vì con trai mình là Thương Quân. Về sau Vũ lập ra nhà Hạ.

## Hiếu cảm động thiên

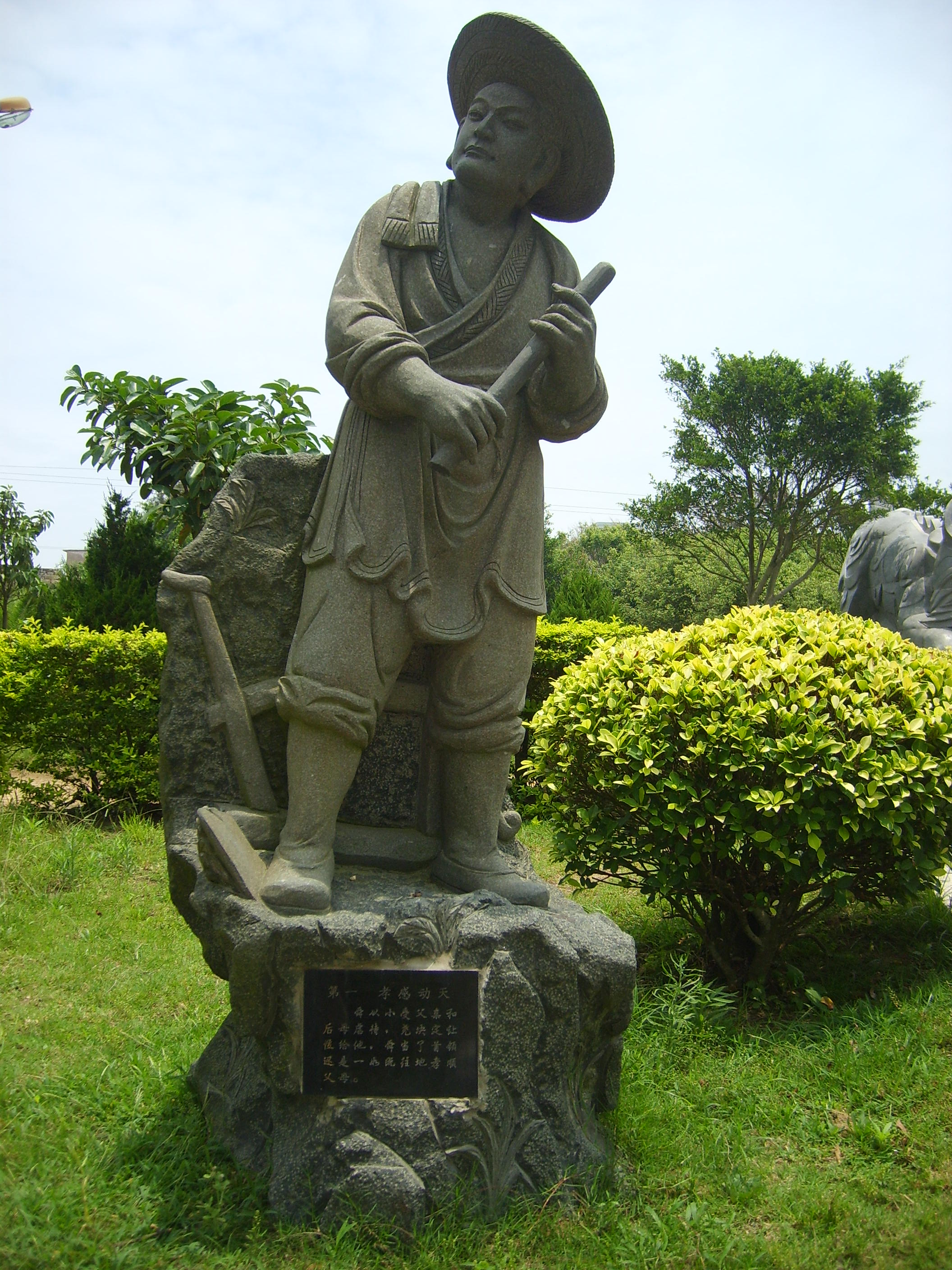
Tượng vua Thuấn minh họa hiếu cảm động trời của ông trong Nhị thập tứ hiếu

Truyền thuyết kể rằng, mẹ Thuấn là Ốc Đăng qua đời sớm khi Thuấn còn nhỏ, cha ông lấy vợ khác và sinh ra Tượng. Mẹ kế của ông luôn gây phiền phức cho ông và chỉ cho ông ăn cơm hẩm, mặc áo rách tệ bạc. Cha của ông luôn không mảy may quan tâm tình trạng của ông, còn nhẫn tâm đổ tội và làm khó ông trong mọi hoàn cảnh. Dù bị mẹ con Tượng và cả Cổ Tẩu đối xử không tốt, Thuấn vẫn một mực hiếu thuận, giữ đúng đạo làm con.
Khi Thuấn gần đến tuổi trưởng thành, mẹ kế đuổi ông ra khỏi nhà, và khiến ông phải tự thân sống một mình. Do sự thương xót của mọi người và tài năng lãnh đạo xuất chúng, Thuấn hễ đi đến đâu cũng đều thu phục được người. Khi ông đến một xưởng gốm, ông chỉ dạy họ và xưởng gốm làm ăn ngày càng phát đạt. Khi ông đi qua một làng nghề chài lưới, ngôi làng đã có thể có phương thức đánh bắt cá hiệu quả và dần trở nên sung túc.
Về già, Nghiêu thấy các người con của mình chỉ biết hưởng lạc và sa vào tửu sắc. Ông hỏi ý kiến của Tứ Nhạc, và họ đã đề nghị là Thuấn. Tuy có ấn tượng về Thuấn, nhưng Nghiêu không vội tin cẩn, ông thử thách Thuấn bằng việc cưới cả hai người con gái cho Thuấn và chỉ đưa một số hồi môn rất nhỏ, và trao cho Thuấn một vùng đất để quản lý. Vốn tính cần kiệm và tài năng, Thuấn ngày càng phát đạt và khuếch trương được thế lực của mình, điều này làm Nghiêu rất hài lòng.
Khi ấy, mẹ kế và em kế của Thuấn rất ganh ghét và muốn giết Thuấn. Một lần, Tượng đốt kho thóc và lừa Thuấn lên nóc nhà để dập lửa, sau Tượng lấy cái thang đi và để Thuấn mắc kẹt trong đám cháy. Thế nhưng Thuấn dễ dàng thoát ra được. Một lần khác, hai mẹ con Tượng âm mưu chuốc rượu Thuấn say để ném Thuấn vào giếng, họ sẽ lắp đá và đất lại khiến Thuấn chết. Em gái của Tượng, vốn không hề ưng việc làm của mẹ và anh, đã nói với 2 người vợ của Thuấn, vì thế Thuấn đã có chuẩn bị trước. Dẫu vậy, chưa một lần nào Thuấn tố cáo hai mẹ con họ cả. Về sau, hai mẹ con họ ăn năn sai lầm của mình, và Thuấn sẵn sàng giúp Tượng có một chức quan trong triều đình.
Câu chuyện này của Thuấn được truyền tụng lâu đời, được gọi là Hiếu cảm động thiên (孝感动天; lòng hiếu thấu cảm đến trời) trong Nhị thập tứ hiếu.

## Trong văn học Việt Nam

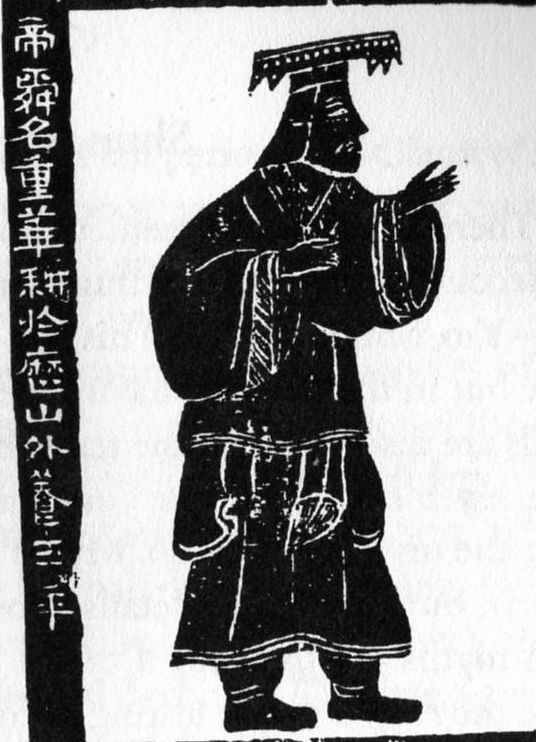
Hình vẽ Đế Thuấn thời nhà Hán.

Trong văn học Việt Nam, Thời kì Nghiêu, Thuấn được dùng làm điển cố miêu tả thời thái bình, (ngoài) đường không lượm của rơi, (trong) nhà khỏi lo đóng cửa.
Trong vở kịch thơ Kiều Loan, Hoàng Cầm dùng hai chữ "Nghiêu Thuấn" để chỉ cách cai trị nhân từ và công bằng. Khi quan Thị lang muốn trừng trị một người dân vì có nói lời chỉ trích triều đình vua Gia Long, viên quan Tham tri can:
Xin đại nhân chớ vội vàng lên án
Cửa miệng dân gian không thiếu những điều
Ca tụng Tây Sơn, oán trách đương triều
Dân oán hận phải tìm ra gốc ngọn
Đây là Kiệt Trụ hay đây là Nghiêu Thuấn?
Chúa thượng nhân từ sao oán hận không nguôi?
Điển cố này cũng ảnh hưởng khía cạnh khác của đời sống người Việt Nam, kể cả tôn giáo. Bài "Kệ Đại Hồng Chung" của đạo Phật có câu: "Nam mẫu Đông giao câu triêm Nghiêu Thuấn chi nhật" (Đất đai trong nước đều thấm nhuần thời thái bình an lạc).
Một điển cố khác liên quan đến Thuấn là sông Tương. Theo truyền thuyết, vua Thuấn đi tuần thú đất Thương Ngô ở miền sông Tương không may bị bệnh chết. Hai người vợ là Nga Hoàng và Nữ Anh (con vua Nghiêu) đi tìm vua đến bên sông Tương, ngồi bên bờ sông khóc lóc thảm thiết rồi trầm mình tự tử. Do đó, giọt Tương hay mạch Tương thành điển cố chỉ giọt nước mắt, nhất là nếu khóc vì tình.
Trong truyện Kiều có câu: "Chưa xong điều nghĩ đã dào mạch Tương".
Điển cố này cũng dùng cho phái nam, như trong câu sau, cũng trích truyện Kiều: "Giọt châu lã chã khôn cầm, Cúi đầu chàng những gạt thầm giọt Tương!"
Từ biểu tượng "khóc vì tình", điển này có khi nới rộng ra để nói về việc buồn (dù có thể không khóc) vì tình, như câu sau trong Bích câu kỳ ngộ: "Ỏi tai những tiếng đoạn trường, Lửa tình dễ nguội sóng Tương khôn hàn".
Nguyễn Quỳnh, nhà thơ thời Lê Mạt cũng có câu thơ mượn hình ảnh Nghiêu Thuấn để châm biếm về xã hội hiện tại như sau: "Thượng tắc cổ, hạ tắc cổ, đái hàm quan Nghiêu Thuấn chi dân." Câu thơ này có thể được hiểu cả nghĩa Hán lẫn nghĩa Việt. Nếu hiểu theo nghĩa Hán, câu thơ có nghĩa tích cực: "Trên vui vầy, dưới vui vầy, nhân dân đang sống dưới thời Nghiêu Thuấn" trong khi nếu hiểu theo nghĩa Việt thì nó lại mang tính châm biếm: "Trên bị câm, dưới bị câm, bọn quan lại nói nhân dân đang sống thời Nghiêu Thuấn đáng ăn chửi!"
Trong bài thơ Bảo kính cảnh giới ("Cảnh ngày hè") của Nguyễn Trãi cũng có câu thơ: "Dẽ có Ngu cầm đàn một tiếng. Dân giàu đủ khắp mọi phương". Ngu ở đây chính là Thuấn.

## Điểm khác biệt trong trúc thư kỉ niên
Chính sử thường đề cập Nghiêu chọn được Thuấn là người tài đức, thiện nhượng ngôi vị cho Thuấn chứ không nhường ngôi cho con mình là Đan Chu. Sử sách nhiều đời sau vẫn nhắc đến sự kiện này là tấm gương mẫu mực của việc chọn người tài đức chứ không vì lợi ích riêng tư của dòng họ. Nhưng Trúc thư kỉ niên chép rằng:
"Thuấn giam Nghiêu ở Bình Dương rồi cướp lấy ngôi vua"
"Thuấn giam Nghiêu và không cho Đan Chu gặp cha".